# Yasuyuki Kuwahara
Yasuyuki Kuwahara (jap. 桑原楽之 Kuwahara Yasuyuki; ur. 22 grudnia 1942 w Hiroszimie, zm. 1 marca 2017 tamże) – japoński piłkarz, reprezentant kraju.

## Kariera klubowa
Od 1965 do 1972 roku występował w klubie Toyo Industries.

## Kariera reprezentacyjna
Karierę reprezentacyjną rozpoczął w 1966, a zakończył w 1970 roku. W sumie w reprezentacji wystąpił w 12 spotkaniach. Został powołany do kadry na Igrzyska Olimpijskie w 1968 roku.

## Statystyki
| Reprezentacja Japonii | Reprezentacja Japonii | Reprezentacja Japonii |
| Rok                   | Mecze                 | Gole                  |
| --------------------- | --------------------- | --------------------- |
| 1966                  | 4                     | 2                     |
| 1967                  | 1                     | 1                     |
| 1968                  | 2                     | 1                     |
| 1969                  | 4                     | 1                     |
| 1970                  | 1                     | 0                     |
| Razem                 | 12                    | 5                     |